# Мишнат ха-Миддот
«Мишнат ха-Миддот» или «Мишнат Миддот» (ивр. משנת המידות‎) — самое раннее из еврейских математических сочинений; относится к раннему арабскому периоду. Штейншнейдер нашёл этот манускрипт («MS 36») в Баварской библиотеке в 1862 году и издал двумя годами позже. Он считал сочинение не вполне удачной попыткой изложить элементы геометрии.
Штейншнейдер во введении публикации найденной им книги «Мишнат ха-Миддот» (Берлин, 1864) утверждал, что изданное им математическое произведение и есть «Барайта 49 правил». Если бы это было верно, то барайта оказалась бы произведением IX или, самое раннее, VIII века, и местом её возникновения была бы Вавилония, ибо, хотя научная терминология этого старинного математического произведения евреев показывает, что оно возникло в эпоху, предшествовавшую влиянию арабов на еврейскую науку, всё же такие выражения, как חץ, арабское סהם («стрела») для обозначения sinus versus, или משיחה (арабское מסאתה) для обозначения площади показывают, что данное произведение было написано не ранее того времени, когда евреи пришли в соприкосновение с арабами. Но предположение Штейншнейдера едва ли правильно. «Мишнат ха-Миддот» ничего общего не имеет с «Барайтой 49 правил», цитируемой средневековыми учеными, так как выписки не оставляют сомнения, что даже в математических частях «Барайта» основывалась на Библии, «Мишнат ха-миддот» же представляет чисто светское произведение.
Найденный Штейншнейдером манускрипт («MS 36») был скопирован в Константинополе в 1480 году и доходит до конца главы V: согласно колофону, переписчик полагал, что текст был полным. Штейншнайдер опубликовал работу в 1864 году в честь 70-летия Леопольда Цунца. Текст был отредактирован и вновь опубликован математиком Германом Шапирой в 1880 году.
После обнаружения Отто Нейгебауэром в Бодлианской библиотеке фрагмента генизы с главой VI, Соломон Гандз опубликовал полную версию «Мишнат ха-Миддот» в 1932 году, сопроводив её подробным лингвистическим анализом.
Третья рукопись книги была найдена среди некаталогированных материалов в архиве Еврейского музея в Праге в 1965 году.